# ماسيمو روكولي
ماسيمو روكولي (بالإيطالية: Massimo Roccoli)‏ مواليد 27 نوفمبر 1984 في ريميني، هو متسابق دراجات نارية إيطالي. نافس في بطولة العالم للسوبربايك وبطولة العالم للسوبرسبورت.

## روابط خارجية
- ماسيمو روكولي على موقع MotoGP.com (الإنجليزية)
- ماسيمو روكولي على موقع WorldSBK.com (الإنجليزية)
- ماسيمو روكولي على موقع CONI honoured athlete website (الإيطالية)